# Ana Helena Chacón
Ana Helena Chacón Echeverría (San José, 11 de noviembre de 1961) es una internacionalista, política y activista por los derechos humanos costarricense. Fue Vicepresidenta de la República de Costa Rica y estuvo a la cabeza del sector social del Gobierno de la República en la administración del Presidente Luis Guillermo Solís Rivera (de mayo de 2014 a mayo de 2018). 
Cuenta con una larga trayectoria como servidora pública en cargos de representación y de elección popular. Fue Embajadora de Costa Rica ante el Reino de España (2018-2022), Diputada de la República en la Asamblea Legislativa (2006-2010) y Viceministra de Seguridad Pública (2002-2005). directora general de la estrategia de descentralización y lucha contra la pobreza Triángulo de Solidaridad (1998-2002) Ha desempeñado también roles técnicos en el sector público, privado y sin fines de lucro, y ha ocupado cargos en órganos directivos de múltiples organizaciones sociales entre ellos fue presidenta del órgano rector en discapacidad por más de 5 años.
Actualmente ostenta el cargo honorario de Embajadora del Índice de Pobreza Multidimensional y se desempeña como Asesora Sénior en Políticas Públicas y Relaciones Internacionales para la Iniciativa de Oxford sobre Pobreza y Desarrollo Humano (OPHI). Es consultora internacional en desarrollo social y económico, derechos humanos, sostenibilidad, gobernanza y diplomacia. 
A lo largo de su carrera ha destacado por su ética profesional y política, compromiso con la justicia social y su rol como defensora de derechos en todos los ámbitos. Su trabajo por la igualdad y el desarrollo humano desde diferentes sectores es ampliamente reconocido a nivel nacional e internacional. 

## Biografía
Nació en la ciudad de San José, Costa Rica. Es hija del empresario y político costarricense Luis Manuel Chacón y María Helena Echeverría. Recibió educación primaria, secundaria y universitaria privada en Costa Rica y Suiza. Se graduó de la carrera de Relaciones Internacionales en la Universidad Autónoma Colegio Latinum, en 1985 y es madre de dos hijas. 
Desde su juventud experimentó el ambiente político nacional, viviendo los procesos electorales democráticos costarricenses con su familia, que formaba parte del Partido Unidad Social Cristiana (PUSC). Chacón fue miembro del PUSC gran parte de su vida, no obstante, sus posturas ideológicas la separaron de esta agrupación política después de su periodo constitucional como Diputada. Más tarde se uniría al Partido Acción Ciudadana (PAC), con el cual alcanzó la Vicepresidencia de la República y en el cual milita activamente en la actualidad.

### Trayectoria
Chacón Inició su carrera profesional y política en 1990 como defensora de los derechos humanos de las personas con discapacidad, asumiendo la vicepresidencia de la Asociación Costarricense para Personas con Síndrome de Down. Esta fue su primera ventana de incidencia en favor de los derechos humanos. 
Entre 1994 y 1998 fue simultáneamente Directora regional para la Organización Mundial de Personas con Discapacidad, Directora Ejecutiva de la Fundación Interamericana para el Desarrollo e Integración de las Personas con Discapacidad, Directora de la Campaña Mejoramiento de la Imagen de la Persona con Discapacidad y Directora del grupo de teatro Los Muchachos del Barrio, también orientado al reconocimiento de los derechos de las personas con discapacidad (1994-1999). Además fue miembro y presidenta de la Junta Directiva del Consejo Nacional de Rehabilitación y Educación Especial (1994-2002), institución gubernamental rectora en materia de discapacidad. 
Tras varios años de trabajar en temas de discapacidad, amplió sus horizontes hacia otras áreas del desarrollo social. Asumió la dirección del Programa de Lucha contra la Pobreza, Descentralización y Participación Ciudadana “Triángulo de Solidaridad” (1998-2002) , durante el gobierno del Presidente Miguel Ángel Rodríguez. 
Fue nombrada Viceministra de Seguridad Pública en 2002 por el presidente Abel Pacheco. En este cargo implementó políticas de seguridad con perspectiva de género y llevó a cabo acciones para la protección de poblaciones en condición de vulnerabilidad. Implementó los programas de prevención y atención policial en violencia de género, renovando protocolos de atención,capacitando a la policía, incorporando mujeres en todos los cuerpos policiales, creó también policías especializadas en la atención penal juvenil y la prevención de la explotación sexual comercial de niñas. niños y adolescentes, siempre en la búsqueda de tener una policía preventiva y protectora de las poblaciones más vulnerables. 
En 2005 dejó su cargo como viceministra para unirse a la campaña electoral del Partido Unidad Social Cristiana (PUSC) como candidata a Diputada por la provincia de San José, siendo electa en febrero de 2006. Como Diputada de la República presentó 85 proyectos de ley (individuales y de forma conjunta con otras diputaciones). Hoy 16 de esos proyectos son ley de la República, convirtiéndose en la diputada que más leyes en favor de los derechos humanos y  en materia de reducción de pobreza ha aprobado.
En su paso por la Asamblea Legislativa integró la Comisión Permanente Ordinaria de Asuntos Sociales, las Comisiones Permanentes Especiales de Derechos Humanos, Mujer y Juventud, Niñez y Adolescencia, así como las Comisiones Especiales Permanentes de Turismo y Seguridad Ciudadana.
Entre 2010 y 2014 fue Comisionada de la Comisión Global sobre VIH y la Ley Programa de Desarrollo de la Organización de las Naciones Unidas, a través del  Programa de las Naciones Unidas para el Desarrollo (PNUD).
En noviembre de 2013 se sumó a la papeleta presidencial del Partido Acción Ciudadana (PAC) como candidata a la segunda vicepresidencia de la República. Con esta candidatura, Chacón se unió a las filas de Acción Ciudadana, que al inicio de la campaña presentaba porcentajes menores al margen de error en las encuestas. Conforme se acercaba el día de las elecciones, la fórmula presidencial liderada por Solís fue ganando popularidad, hasta llegar a asegurarse un segundo lugar en la primera ronda. 
El 6 de abril de 2014, Luis Guillermo Solís, Helio Fallas y Ana Helena Chacón fueron electos para ocupar la Presidencia y Vicepresidencias de la República con una victoria contundente del 77,8% (1,3 millones) de los votos, poniendo fin a la alternancia del poder entre el Partido Liberación Nacional y el Partido Unidad Social Cristiana, que gobernaron el país por décadas. 
Chacón asumió el cargo de segunda Vicepresidenta de la República, con la responsabilidad de liderar el sector social del Gobierno de la República y el mandato de disminuir la pobreza y las desigualdades. Durante el periodo constitucional 2014-2018 estuvo a cargo de coordinar más de 33 instituciones públicas mediante el Consejo Presidencial Social, incluyendo ministerios y sus dependencias, e instituciones autónomas. 
Presidió también el Consejo de Niñez y Adolescencia, y el Consejo de Innovación y Talento Humano; trabajó de cerca con el sector económico en asuntos de turismo, encadenamientos productivos, empleabilidad y coordinaciones específicas como la Estrategia Socio-Laboral y la Zona Económica Especial de Limón. Su trabajo como Vicepresidenta se caracterizó por el diálogo intersectorial y el establecimiento de alianzas público-privadas para el desarrollo nacional. 
En 2018 fue designada como Embajadora de Costa Rica ante el Reino de España por el presidente Carlos Alvarado. Además de fortalecer las relaciones entre ambos países y promover el intercambio cultural, comercial y educativo, Chacón estuvo a cargo de las gestiones diplomáticas y de cooperación vinculadas a la pandemia por Covid-19. 
Como embajadora, Chacón coordinó el primer vuelo de repatriación desde Europa hacia Costa Rica, gestionó la donación de vacunas de España a Costa Rica y promovió el intercambio de experiencias entre ambos países para disminuir las brechas educativas causadas por esta crisis.

## Impacto político
Como Vicepresidenta de la República, Ana Helena Chacón impulsó políticas públicas en beneficio de poblaciones históricamente excluidas. Lideró la estrategia nacional de lucha contra la pobreza, enfocada en el abordaje multidimensional de la pobreza para lograr una atención más integral y eficaz. Esta política pública permitió la disminución de la pobreza multidimensional, la pobreza básica por ingreso, la pobreza extrema, la pobreza urbana y la pobreza rural. 
Realizó una consulta a la Corte Interamericana de Derechos Humanos sobre el matrimonio entre personas del mismo sexo, cuya sentencia obligó a Costa Rica a legalizar el matrimonio igualitario, un hito histórico en la lucha por los derechos de la población LGBTIQ+ en el país y en la región. 
Fue una de las principales propulsoras de la Ley de Relaciones Impropias, que prohíbe el matrimonio de personas menores de 18 años y castiga el involucramiento de personas adultas con menores de edad, y de la Ley de Autonomía de las Personas con Discapacidad, que devolvió las capacidades jurídicas a esta población eliminando la controvertida figura de la curatela. Ambas leyes fueron inmensos logros para Costa Rica aplaudidos por la comunidad internacional en el marco de las Naciones Unidas. 
Lideró el proceso de construcción de la Norma técnica para la interrupción terapéutica del embarazo, aprobada en el año 2019, después de haber finalizado su periodo constitucional como Vicepresidenta de la República. 
Como Diputada de la República fue Coordinadora y posteriormente Vicepresidenta del Grupo Parlamentario Interamericano que le da seguimiento a la consecución de los Objetivos del Milenio. 
Fue miembro de la Coalición de Mujeres Líderes en contra de la feminización del VIH durante su diputación. Como Viceministra de Seguridad Pública firmó el “Proyecto Prevención del VIH/SIDA en los servidores Uniformados de Costa Rica” (convenio de cooperación entre este Ministerio, UNFPA, ONUSIDA y la OIT) con el objetivo de realizar actividades de prevención del VIH/sida en la Fuerza Pública, así como la aprobación e implementación de una política institucional, una revisión de las disposiciones laborales, el fortalecimiento de alianzas con otras instituciones y la incorporación de esta temática dentro de la currícula de la Escuela Nacional de Policía.
Creó la figura de Agentes Contra la Violencia Intrafamiliar del Ministerio de Seguridad Pública, como viceministra de esta cartera, con un manual de perfil y protocolo de actuación diferenciados, formación extensiva en materia de género y capacidad de coordinación interinstitucional en el abordaje a las víctimas. 
Posteriormente, siendo Diputada de la República, creó el proyecto de ley del Sistema Nacional para la Atención y la Prevención de la Violencia contra las mujeres y la violencia intrafamiliar, logrando que se aprobara durante su legislatura. 
Presentó y logró la aprobación del proyecto de Reforma a la Ley de Fondo de Desarrollo y Asignaciones Familiares que otorgó personería jurídica a FODESAF, permitiéndole el cobro a patronos morosos. La ley también crea el registro único de beneficiarios, procedimientos e indicadores para evaluar su gestión e impacto, restringe el uso de recursos para gastos administrativos, y libera recursos para las poblaciones más vulnerables y para aportes específicos a centros hospitalarios. 
Como Viceministra de Seguridad Pública coordinó la implementación de las políticas públicas de prevención en materia de seguridad ciudadana, desde una perspectiva civilista, con enfoque de derechos humanos y transversalidad de género mediante la coordinación de 12.000 oficiales de policía, logrando una transformación de la visión punitiva hacia una visión preventiva.
Como Viceministra, Diputada y Vicepresidenta de la República impulsó medidas para la protección de las personas adultas mayores en condición de abandono o en riesgo de violencia, priorizando el derecho al envejecimiento digno, activo y saludable, y desincentivando la institucionalización como solución permanente de cuido. 